# Werner Abrolat
Werner Abrolat (Tilsit, 15 de agosto de 1924 - Múnich, 28 de agosto de 1997) fue un actor y actor de voz alemán, principalmente destacado por los distintos roles que ejerció en la serie dramática Tatort, en la Alemania Occidental. Su filmografía incluye una gama muy amplia de géneros, pasando por el terror, suspense, comedias y también poniendo voz a distintas series de animación.
Las primeras apariciones destacadas de Abrolat en el cine como profesional, fue en la película Per qualche dollaro in più, un Spaghetti wéstern dirigido por el italiano Sergio Leone en los años 60. A principios de los años 70 dobló y puso voz a numerosas películas, como en la serie japonesa Vickie el vikingo. A medianos de los 70, volvió a actuar en películas y series alemanas.

## Filmografía

### Cine
- 1997, Praxis Dr. Hasenbein
- 1996, Das Zauberbuch
- 1995, Nach Fünf im Urwald
- 1994, 00 Schneider - Jagd auf Nihil Baxter
- 1993, Texas - Doc Snyder hält die Welt in Atem
- 1990, Herzlich willkommen
- 1977, Die Vertreibung aus dem Paradies
- 1976, Rosemaries Tochter
- 1973, Was Schulmädchen verschweigen
- 1972, Schulmädchen-Report 3: Was Eltern nicht mal ahnen
- 1971, Urlaubsreport - Worüber Reiseleiter nicht sprechen dürfen
- 1971, Tante Trude aus Buxtehude
- 1971, Erotik im Beruf - Was jeder Personalchef gern verschweigt
- 1971, Hurra, wir sind mal wieder Junggesellen
- 1971, Josefine Mutzenbacher II - Meine 365 Liebhaber
- 1970, De 5 i fedtefadet
- 1970, O Happy Day
- 1970, Wir hau'n die Pauker in die Pfanne
- 1970, Il Trono di fuoco
- 1970, Der Bettenstudent oder Was mach' ich mit den Mädchen?
- 1970, Josefine Mutzenbacher
- 1969, The Castle of Fu Manchu
- 1969, Engelchen macht weiter - Hoppe, hoppe Reiter
- 1968, Otto ist auf Frauen scharf
- 1966, Um Null Uhr schnappt die Falle zu
- 1965, Per qualche dollaro in più
- 1965, Die Liebesquelle
- 1949, Liebe '47

### Series de televisión
- 1994, Lutz & Hardy
- 1975-1993, Tatort
- 1989, Die Schnelle Gerdi
- 1986, Väter und Söhne - Eine deutsche Tragödie
- 1976, Derrick
- 1974, Der Kleine Doktor
- 1974, Chîsana baikingu Bikke
- 1973, Mordkommission
- 1973, Frühbesprechung
- 1973, Colditz
- 1973, Butler Parker
- 1973, Die Powenzbande
- 1973, Okay S.I.R.
- 1972, Im Auftrag von Madame
- 1972, Mein Bruder - Der Herr Dokter Berger
- 1972, Die Rote Kapelle
- 1971, Königlich Bayerisches Amtsgericht
- 1971, Der Kurier der Kaiserin
- 1969, Pater Brown
- 1968, Babeck
- 1968, La Kermesse des brigands
- 1967, Der Tod läuft hinterher
- 1967, Das Kriminalmuseum